# Hun Sen
Samdech Hun Sen (Peam Kaoh Sna, 4 april 1951) is een Cambodjaans politicus. Tussen 1985 en 2023 was hij de premier van Cambodja.

## Biografie
Aan het einde van de jaren zestig sloot hij zich aan bij de Kampucheaanse Revolutionaire Volkspartij en bij haar militaire vleugel, de Rode Khmer. Sinds 1970 was hij tevens een geheim agent van koning Norodom Sihanouk om de pro-Amerikaanse regering van Lon Nol te bevechten. Hij klom op tot brigadier in de Rode Khmer. In 1975 nam de Rode Khmer de macht over. Nadat de Rode Khmer begon aan haar massaslachtingen, ging Hun Sen naar Vietnam. In 1979 viel Vietnam Cambodja aan om het te bevrijden van de Rode Khmer. Hun Sen keerde in het kielzog van de Vietnamezen naar Cambodja terug en werd minister van Buitenlandse Zaken (1979-1986; 1987-1990) en vicepremier.

### Premier
In 1985 werd hij premier. In april 1989 kondigde hij de terugtrekking van het Vietnamese leger aan. Na de vier jaar durende onderhandelingen tussen de Cambodjaanse regering en de regering in ballingschap van prins Norodom Sihanouk, mocht de laatste in 1991 naar Cambodja terugkeren en werd Sihanouk staatshoofd. Hun Sen bleef premier. Hoewel hij niet voldoende stemmen vergaarde bij de verkiezingen van 1993, weigerde hij af te treden. De impasse werd doorbroken en er werd een co-premierschap ingesteld: Hun Sen bleef premier, maar kreeg een co-premier, prins Norodom Ranariddh - de zoon van Norodom Sihanouk. Na een conflict tussen Hun Sen en Ranariddh, trad de laatste af en werd als co-premier vervangen door Ung Huot. Deze laatste trad echter spoedig af (1998). Hun Sen werd nu alleen premier. In 1998 werd hij door (inmiddels) koning Norodom Sihanouk in de adel verheven met de titel Samdech (prins).
Zijn beleid wordt niet in dank afgenomen. Veel Cambodjanen zijn klaar met de corruptie en die onvrede leidde tot een stormachtige groei van de oppositiebeweging CNRP (Cambodia National Rescue Party). Bij de verkiezingen van 2013 bemachtigde de CNRP, onder leiding van Sam Rainsy, ruim 44% van de stemmen en 55 zetels in het parlement. De Cambodjaanse Volkspartij verloor dat jaar 22 zetels en kwam uit op 68 zetels.
Na deze verkiezingen werd het bewind van Hun Sen autocratischer. In november 2017 ontbond het Hooggerechtshof de CNRP, de belangrijkste oppositiepartij. De CNRP werd beschuldigd van een poging tot een staatsgreep in samenwerking met een buitenlandse partij. Ruim 100 kaderleden van de partij werd het verboden om de komende vijf jaar politiek actief te zijn. Met deze uitspraak ging Hun Sen zonder enige noemenswaardige oppositie de verkiezingen van 2018 in. Diverse partijen hadden kritiek op de uitspraak en Human Rights Watch noemde het zelfs de dood van de democratie in het land.
In 2017 werd de Confuciusprijs voor de Vrede aan hem toegekend. 
Zijn drie zonen bekleden ook belangrijke functies. In juni 2018 benoemde hij zijn oudste zoon, Hun Manet, als hoofd van de krijgsmacht. Manet bleef verder leiding geven aan de antiterrorisme-eenheid en de persoonlijke lijfwacht van zijn vader. Brigadegeneraal Hun Manit, zijn tweede zoon, is hoofd van de militaire veiligheidsdienst en de jongste zoon, Hun Many, is parlementariër en stuurt de jeugdorganisatie van de partij aan.
Voorafgaande aan de verkiezingen van 30 juli 2018 is de oppositie hardhandig uitgeschakeld, maar ook is kritische media de mond gesnoerd. De oppositie heeft de bevolking opgeroepen de verkiezingen te boycotten. Stemmers konden kiezen uit de partij van Hun Sen en 19 andere partijen die geleid worden door meelopers en handlangers van de premier. De Verenigde Naties en mensenrechtenorganisaties noemen de verkiezingen een "farce" en Australië stuurde zelfs geen diplomatieke waarnemers. Alleen waarnemers uit bevriende landen, zoals de Volksrepubliek China en Oezbekistan, waren aanwezig om het verkiezingsproces te controleren. Hun Sen beschouwt mensen die niet stemmen als "verraders", zij zijn duidelijk herkenbaar door het ontbreken van een vinger met onuitwisbare blauwe inkt die de stemmers wel hebben. Volgens de kiescommissie was de opkomst 82,7%. Zijn partij heeft alle 125 zetels in het parlement gekregen. De Verenigde Staten en de Europese Unie overwegen strafmaatregelen, maar China stuurde zijn hartelijke felicitaties, naar zijn vriend en buurland, met de succesvolle verkiezingsoverwinning.
In juli 2023 werd Hun Sen weer herkozen. Dit was wederom geen verrassing; zijn partij had het meeste geld, had de media mee en de oppositie was afwezig omdat deze met alle mogelijk middelen werd tegengewerkt. Zo'n 84% van de stemgerechtigden brachten hun stem uit op de CCP en 17 andere partijen, deze laatsten behaalden nul zetels in de verkiezingen van 2018 en hebben alleen meegedaan om het op democratische verkiezingen te laten lijken. De CCP zal alle, of bijna alle, 125 zetels gaan innemen. In mei 2023 besloot de National Election Committee dat de enige realistische oppositiekandidaat, van de Candlelight Party, niet mocht meedoen met een triviale reden als argument. Hun Sen, die al 38 jaar leiding gaf aan het land, besloot zich op 26 juli terug te trekken en zijn oudste zoon Hun Manet als premier te kandideren. Op 22 augustus van dat jaar droeg hij het premierschap aan zijn zoon over. Hun Sen bleef wel leider van de Cambodjaanse Volkspartij, en hij werd na de senaatsverkiezingen van 2024 voorzitter van de Senaat.

## Uitspraak
- "Soms vragen mensen zich af wat Hun Sen werkelijk is. (...) In communistische landen word ik een liberaal genoemd en in een liberaal land word ik een communist genoemd. Uiteindelijk zei ik tegen mezelf, Hun Sen is Hun Sen. Hun Sen behoort toe aan het Cambodjaanse volk." - Interview "Hun Sen moves ahead" in: Asian Week 21 mei 1999.